# Wolkenkratzer

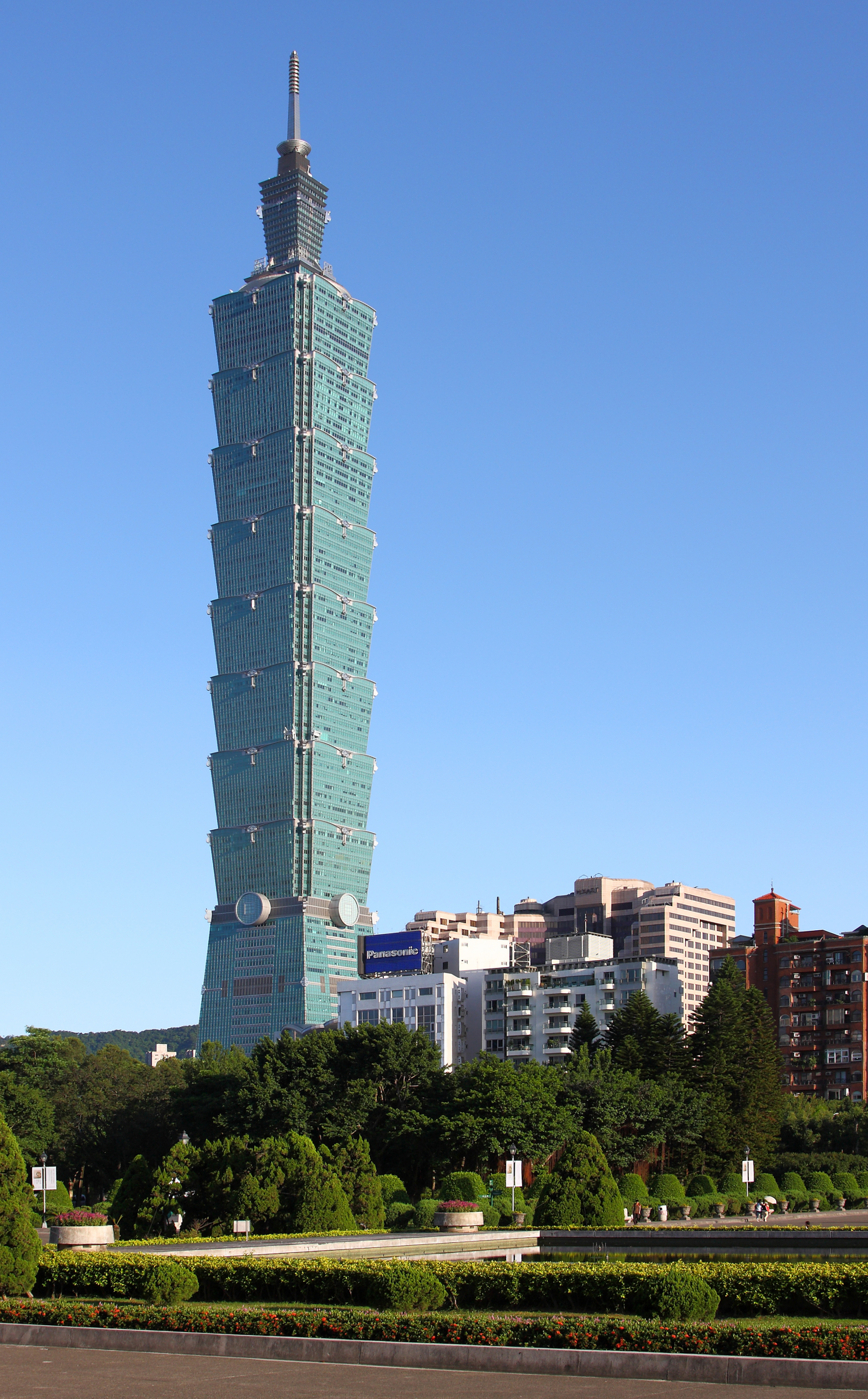
Taipei 101 in Taipeh/Taiwan, mit 509,2 Metern von 2004 bis 2010 das höchste Gebäude der Welt.

Als Wolkenkratzer bezeichnet man besonders hohe Hochhäuser. Üblicherweise wird die Bezeichnung ab 150 Metern Höhe verwendet, wobei diese Höhenmarke je nach Zusammenhang und Region abweichen kann.
Sie werden oft als Symbole für wirtschaftliche Macht und das Streben nach Wachstum angesehen, für ihre Erbauer und Besitzer können sie repräsentative Zwecke erfüllen. In vielen dicht bebauten Städten sind sie auch schlicht ein Ausdruck von Platzmangel und hoher Nachfrage. Der deutsche Begriff ist eine Lehnübersetzung des englischen skyscraper, das wiederum aus der Fachsprache der Seefahrer stammt, wo es den höchsten Mast eines Segelschiffs bezeichnet.

## Abgrenzung
In erster Linie zeichnet sich ein Gebäude dadurch aus, dass es von Menschen zum Wohnen und Arbeiten genutzt wird. Wolkenkratzer sind in der Regel bauliche Solitäre mit turmartigem Charakter und hoher städtebaulicher Eigenständigkeit. Diese Merkmale und die große Höhe machen sie zu einer Sonderform des Hochhauses – eine Bezeichnung, die allgemein für alle Gebäude mit einer Höhe von mehr als 22 Metern (Fußbodenhöhe des höchsten nutzbaren Geschosses) oder mehr als ca. 6–7 Stockwerken gilt. Dabei wird noch zusätzlich zwischen tall, super- und megatall (bis, ab 300 m und ab 600 m Höhe) unterschieden.
Nicht zu den Wolkenkratzern zählt man Sende- bzw. Fernsehtürme wie den CN Tower in Toronto oder Aussichtstürme wie den Eiffelturm, da deren wenigste Ebenen zum Wohnen oder Arbeiten genutzt werden. Solche Türme werden daher auch nicht als Gebäude, sondern als (freistehende) Bauwerke bezeichnet.
Das aktuell höchste Gebäude wie auch Bauwerk der Welt ist der Burj Khalifa (während der Bauphase Burj Dubai) in Dubai mit einer strukturellen Höhe von 828 Metern, einer Gesamthöhe von 830 Metern und 163 nutzbaren Stockwerken (mindestens 189 gesamt). Er erreichte im Januar 2009 seine Endhöhe und wurde im Januar 2010 eröffnet.

## Geschichte

### Vorläufer

#### Pyramiden

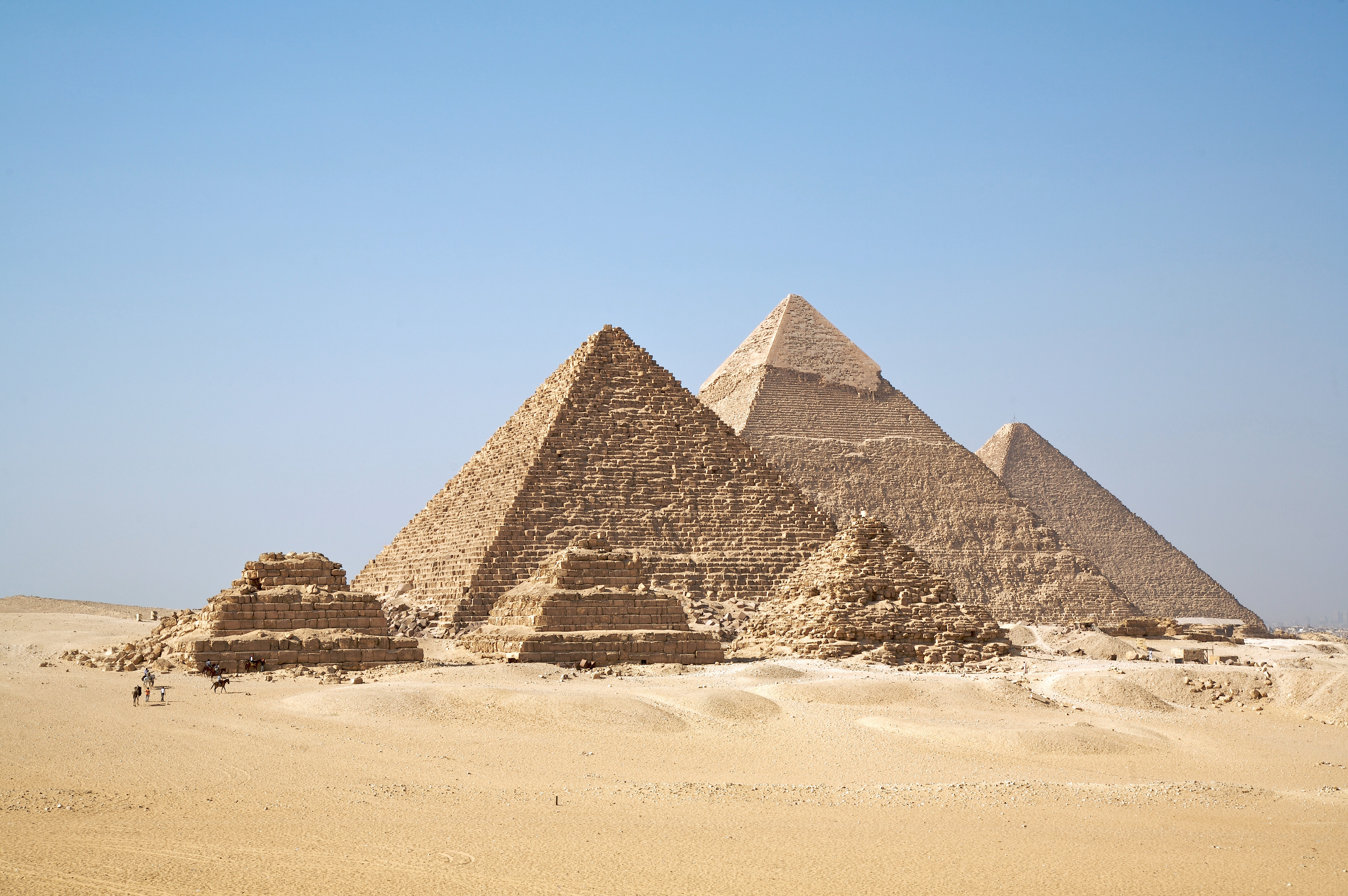
Pyramiden von Gizeh als erste Wolkenkratzer der Alten Ägypter

Die ägyptischen Pyramiden, im Speziellen die Pyramiden von Gizeh, können als erste Wolkenkratzer (ca. 2500 v. Chr.) betrachtet werden. Die höchste der drei Pyramiden, die Cheops-Pyramide, ursprünglich 146 Meter hoch, misst noch heute 137 Meter.
Das mesopotamische Gegenstück zu den Pyramiden waren die Zikkurats im heutigen Irak. Die rekonstruierte Zikkurat des Mondgottes Nanna war rund 25 Meter hoch. Die bekannteste Zikkurat ist der schon in der Bibel erwähnte Turm zu Babel, eine Zikkurat in Babylon, von der Fundamente erhalten sind.
Aus Mittelamerika sind die Pyramiden der Tolteken, Azteken und Mayas bekannt. Die Hauptpyramide von Teotihuacán im heutigen Mexiko war 63 Meter hoch. Die Hauptpyramide von Tikal im heutigen Guatemala erreichte eine Höhe von 47 Metern.
Der Nataraja-Tempel in Chidambaram im Süden Indiens wurde mit 45 Meter hohen, steil gestuften Pyramiden im 13. Jahrhundert gebaut.

#### Antike Hochhäuser

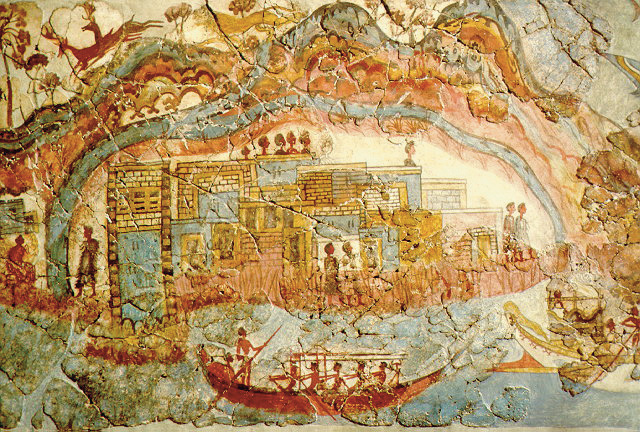
Mehrstöckige Häuser in Thira auf Santorin

Auf dem Schiffsfresko in Akrotiri auf Santorin, das eine Prozession von Schiffen auf der Fahrt von Thira nach Kreta zeigt, sind mehrstöckige Häuser zu sehen, die auch bei den Ausgrabungen in Akrotiri nachgewiesen wurden.
Im Römischen Reich gab es zumindest in Rom und seinem Hafen Ostia vier- bis fünfstöckige Hochhäuser, lateinisch insulae genannt. Papyri aus Oxyrhynchus weisen auf siebenstöckige Hochhäuser um 300 n. Chr. in Hermopolis Magna im heutigen Ägypten hin.

#### Mittelalterliche Wohntürme

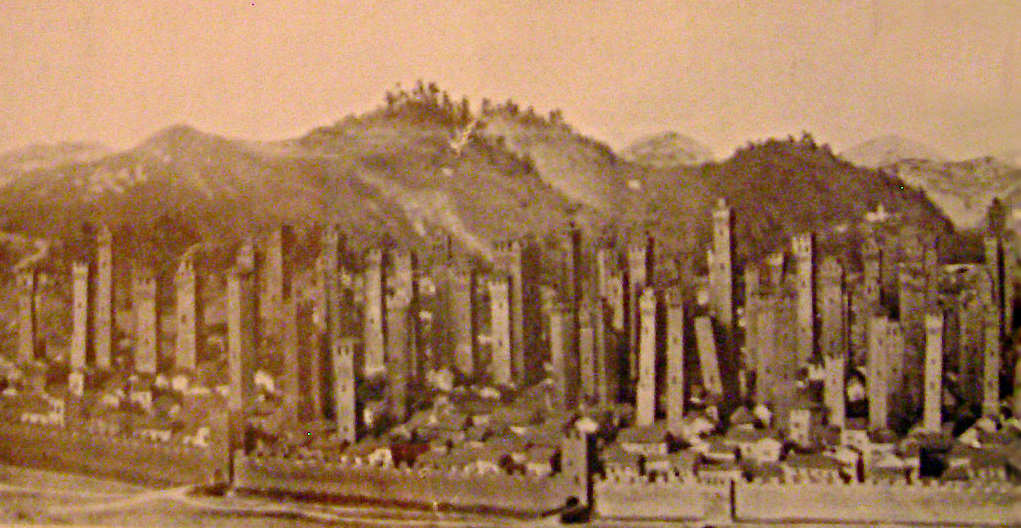
Bologna im 13. Jahrhundert, rekonstruierte Stadtansicht von Angelo Finelli (1917)

Im Mittelalter gab es in vielen italienischen Städten Wohntürme, die von einflussreichen städtischen Familien aus Prestigegründen in die Höhe gebaut wurden (Geschlechterturm). Besonders bekannt sind die Türme von Bologna aus dem 12. und 13. Jahrhundert, von denen noch knapp 20 erhalten sind. Mehrere der erhaltenen Türme sind um die 60 Meter hoch, der Turm Asinelli hat sogar eine Höhe von 97 Metern.
Die Stadt San Gimignano in der Toskana weist noch eine mittelalterliche Stadtansicht mit einigen Wohntürmen auf. Von den einst 72 Geschlechtertürmen existieren heute noch 15. Die beiden höchsten, der Torre Grossa aus dem Jahr 1311 und der Torre della Rognosa, weisen eine Höhe von 54 bzw. 51 Metern auf.
Sechs- bis siebenstöckige Wohnhäuser aus dem 16. Jahrhundert sind auch aus der Stadt Schibam im Hadramaut in Jemen bekannt.

### 19. Jahrhundert

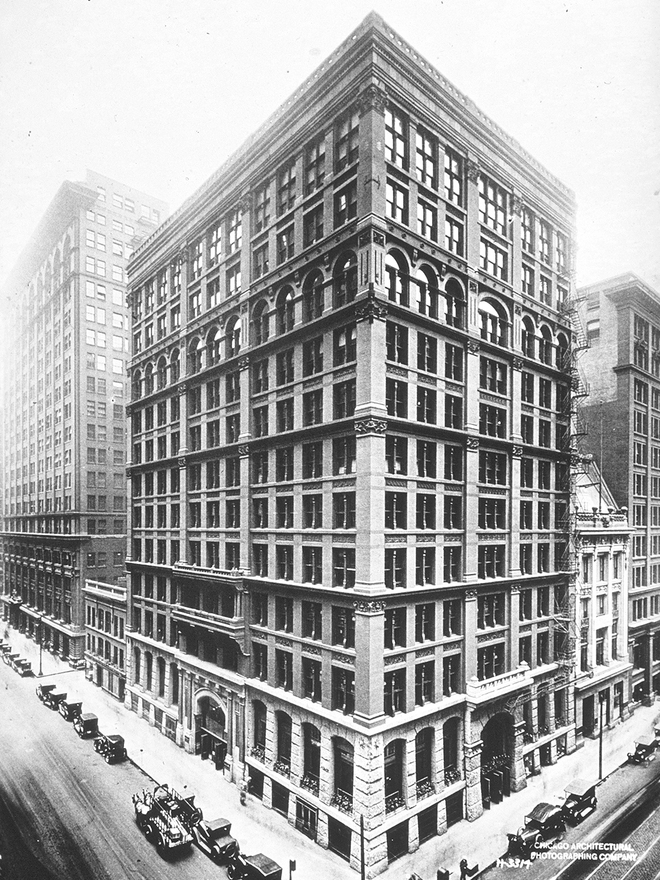
Das erste Hochhaus der Welt war das Home Insurance Building, Chicago mit zehn Etagen

Ende des 19. Jahrhunderts und zu Beginn des 20. Jahrhunderts taten sich die US-amerikanischen Großstädte mit dem Bau immer höherer Gebäude hervor, besonders Chicago – das als Geburtsstätte der Wolkenkratzer gilt – und New York.
1871 kam es zum Großen Brand von Chicago, der 17.450 Gebäude im Herzen des Geschäftsviertels der Stadt vernichtete. Innerhalb von sechs Wochen begannen die Bauarbeiten an 300 neuen Gebäuden, was der Architektur ganz neue Horizonte eröffnete. Zwischen 1880 und 1890 verdoppelte sich die Einwohnerzahl von Chicago auf über eine Million, was zu einer Explosion der Grundstückspreise in der Innenstadt führte. Kostete ein Quadratmeter im Jahr 1880 noch 130 US-Dollar, versiebenfachte er sich bis zum Jahr 1890 fast bis auf 900 US-Dollar.
Um rentabel zu wirtschaften, begannen Grundstückseigner, ihre Grundstücksflächen maximal zu nutzen – was bedeutete, höher zu bauen. Dank neuer Erfindungen wie elektrischer Aufzugsanlagen, feuerfesterer Baustoffe, aber vor allem durch die Entwicklung des Skelettbaus und Stahlskelettbaus im Gebäudebau wurde dies möglich. Am 22. Mai 1888 erhielt der Architekt Leroy S. Buffington aus Minneapolis das US-Patent (Nummer 383.170) auf eine Bauweise für Stahlbaukonstruktionen. Das Home Insurance Building von 1885 (1931 abgerissen) war das erste Bauwerk, das die neuen technischen Errungenschaften vereinte, und gilt mit seinen zehn Etagen als das erste Hochhaus der Welt. Das 1889 von Dankmar Adler und Louis Sullivan errichtete Auditorium Building wies zudem – neben seiner fast perfekten Akustik – als Neuheit eine Klimaanlage auf. Rund um die ersten Stahlskelettbauten in Chicago entstand eine Gruppe von Architekten, William Le Baron Jenney, Louis Sullivan, Daniel Burnham, William Holabird und Martin Roche, die man heute als die Chicagoer Schule bezeichnet. Diese Gruppe prägte die Wirtschaftsarchitektur Chicagos bzw. des Ostens der USA maßgeblich.
Zwischen 1890 und 1894 wurde das Reliance Building erbaut, welches als Vorläufer der gläsernen Vorhangwandkonstruktion gilt, die später den „internationalen Stil“ bestimmen sollte. Es gilt als Meisterwerk der Chicagoer Schule.
1892 stieg New York City erstmals in den Wettlauf um das höchste Gebäude ein. Das New York World Building, auch Pulitzer Building genannt, wurde jedoch noch im gleichen Jahr vom 22-stöckigen Chicagoer Masonic and Women’s Temple wieder überholt. Allerdings ist das World Building einschließlich der Antenne rund zwei Meter höher gewesen als der Masonic Temple, wodurch der Höhenrekord fragwürdig war. Für einige war das World Building das höchste Gebäude, für andere der Masonic Temple. Beide Gebäude wurden im Laufe der Zeit abgerissen.
1894 übertraf das Manhattan Life Building mit 106 Metern erstmals die 100-Metermarke. 1899 wurde in New York das Park Row Building fertiggestellt, welches mit einer Höhe von 119 Metern bis 1908 das höchste Gebäude der Welt war. Entgegen vielfach anderer Behauptungen war das weltberühmte 87 Meter hohe Fuller Building (oder Flatiron Building) niemals das höchste Gebäude der Welt.

### Erste Hälfte des 20. Jahrhunderts

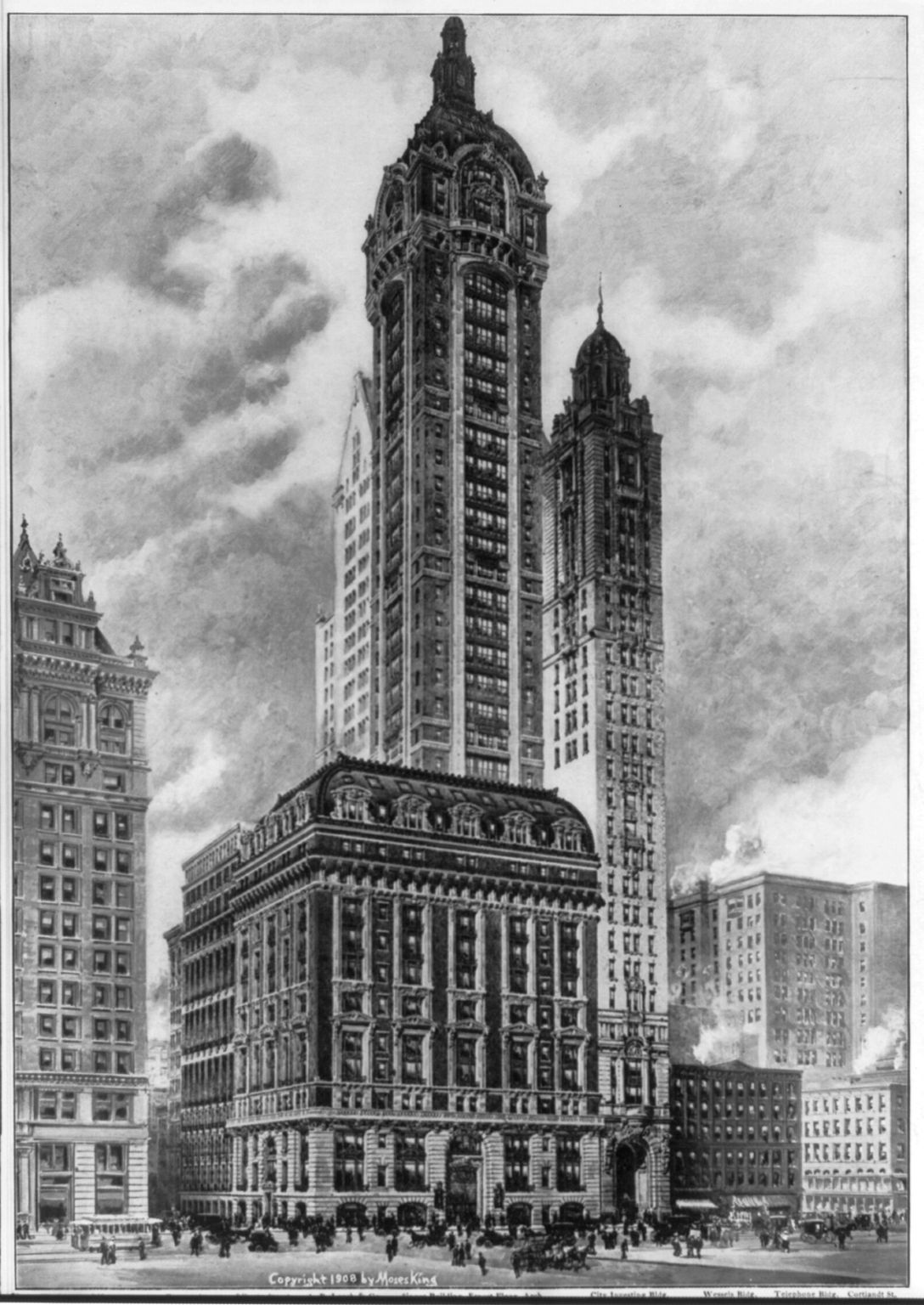
Mit 187 Metern war das Singer Building 1908 nicht nur das höchste seiner Zeit, sondern auch das bis 2021 höchste zugunsten eines Neubaus abgerissene Gebäude.

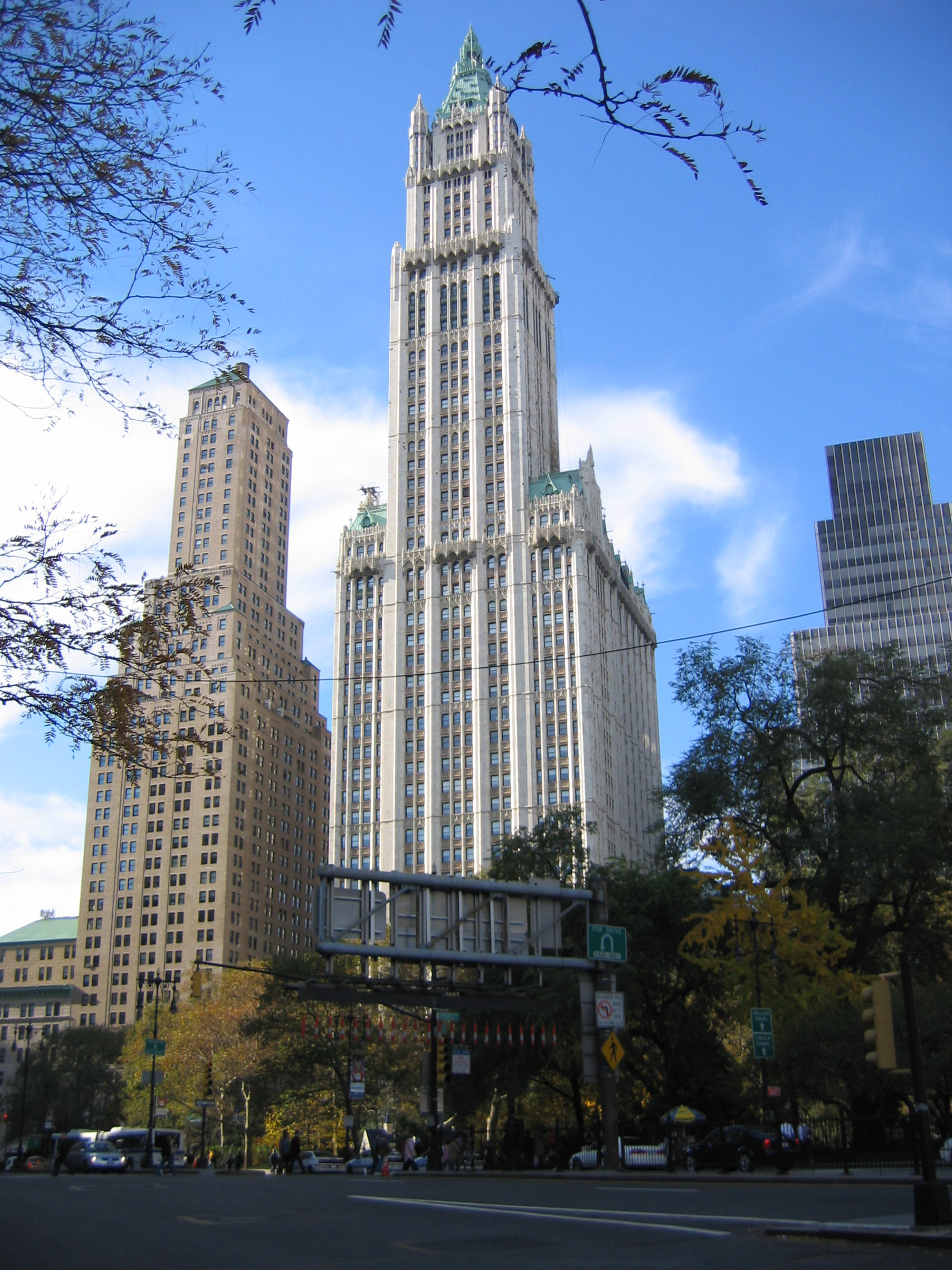
Das Woolworth Building, höchstes Gebäude der Welt von 1913 bis 1930

Das Rathaus von Philadelphia (Philadelphia City Hall) ist eigentlich kein Hochhaus, der Rathausturm wird deshalb meistens auch als Turm und nicht als Hochhaus angesehen. Dennoch war es von 1901 bis 1908 mit 167 Metern höher als das offiziell höchste Hochhaus, das 119 Meter hohe Park Row Building.
Der erste Wolkenkratzer mit einer Höhe von über 150 Metern wurde 1908 in New York fertiggestellt: das Singer Building mit einer Höhe von 187 Metern und einer äußerst kunstvollen, bunten und palastartigen Fassade. Das Singer Building wurde trotz seiner historischen Bedeutung 1968 abgerissen, um Platz für den One Liberty Plaza, auch bekannt als U.S. Steel Building, zu schaffen. Bis zum Abriss des JP Morgan World Headquarters im Jahre 2020 war das Singer Building das höchste jemals kontrolliert abgerissene Gebäude der Welt.
1909 wurde ebenfalls in New York der 213 Meter hohe Metropolitan Life Tower (Met Life Tower) errichtet. Auch die nächsten Wolkenkratzer, die zur Zeit ihrer Erbauung die höchsten der Welt waren, wurden in New York erbaut: 241 Meter hoch und deutlich massiger als alle Vorgänger ist das 1913 erbaute Woolworth Building, das wegen seiner Form, seines Aussehens und seiner Funktion den Spitznamen „Kathedrale des Kommerzes“ erhielt.
Das 1915 gebaute Equitable Building läutete zwangsweise einen neuen Baustil ein: Aufgrund der massiven Bauweise nahm es den vielen kleineren Gebäuden der Umgebung das Sonnenlicht. Nach der 1916 festgelegten Zoning Resolution für New York City mussten Gebäude nach oben hin dünner werden. Obwohl dieses Gesetz nur in New York galt, wurde dieser Baustil auch in anderen Städten angewandt, auch wenn es dort keine Vorschrift war.
1924 floss mit dem American Radiator Building erstmals der Stil des Art déco in die Architektur der Hochhäuser ein, welcher besonders in New York bis heute einen maßgebenden Einfluss auf das Stadtbild hat. Ungefähr zur selben Zeit, mit etwa zwei Jahre längerer Bauzeit, entstand ebenfalls in New York das Barclay-Vesey Building. Das Barclay-Vesey Building gilt als das erste begonnene und das American Radiator Building als das erste fertiggestellte Hochhaus im Art-déco-Stil.
Im Jahr 1929 kam es in New York zu einem interessanten Wettlauf um das höchste Gebäude. In Downtown wurde der Turm der Bank of Manhattan, heute als 40 Wall Street bekannt, in Midtown das Chrysler Building gebaut. Für eine kurze Zeit glaubten die Erbauer von 40 Wall Street mit 283 Metern den Wettlauf gewonnen zu haben, jedoch ließ William Van Alen, der Architekt des Chrysler Building, die Spitze im Gebäudeinneren verborgen montieren und am 23. Oktober 1929 in ihre endgültige Position versetzen. Damit war schlussendlich das Chrysler Building mit 319 Metern deutlich höher und übertraf auch erstmals die 300-Meter-Marke. Das Chrysler Building genießt bis heute eine gewisse Reputation als „schönster Wolkenkratzer aller Zeiten“, welche insbesondere auf seiner eleganten, geschwungenen Dachkonstruktion beruht.
Schon 1931 folgte das Empire State Building mit einer Höhe von 381 Metern (mit der im Jahr 1950 aufgesetzten Antenne 449 Meter, nach Antennentausch im Jahr 1984 noch 443 Meter), berühmt geworden durch den Kinofilm King Kong und die weiße Frau. Das Empire State Building blieb bis zum Jahr 1972 das höchste Gebäude der Erde. Damit konnte es von allen Hochhausbauten den Weltrekord am längsten halten. Dies war einerseits auf wirtschaftliche Gründe zurückzuführen, andererseits waren mit dem klassischen Stahlrahmen allmählich die technischen Möglichkeiten ausgeschöpft.
Das 1932 in Philadelphia fertiggestellte und 150 Meter hohe PSFS Building gilt als der erste Wolkenkratzer im Internationalen Stil. Es gab zwar schon andere Gebäude wie das Grant Building (1928) in Pittsburgh, wo bereits weniger Wert auf Ornamente und mehr Wert auf Glas gesetzt wurde, oder das McGraw-Hill Building (1931) in New York, welches sogar noch mehr auf dem Konzept des Internationalen Stil basiert, jedoch waren bei diesen Gebäuden noch andere Stilrichtungen beteiligt, und beide wurden stufenförmig nach der Zoning Resolution gebaut. Das PSFS Building wurde ganz ohne Ornamente und ohne Abstufungen gebaut.

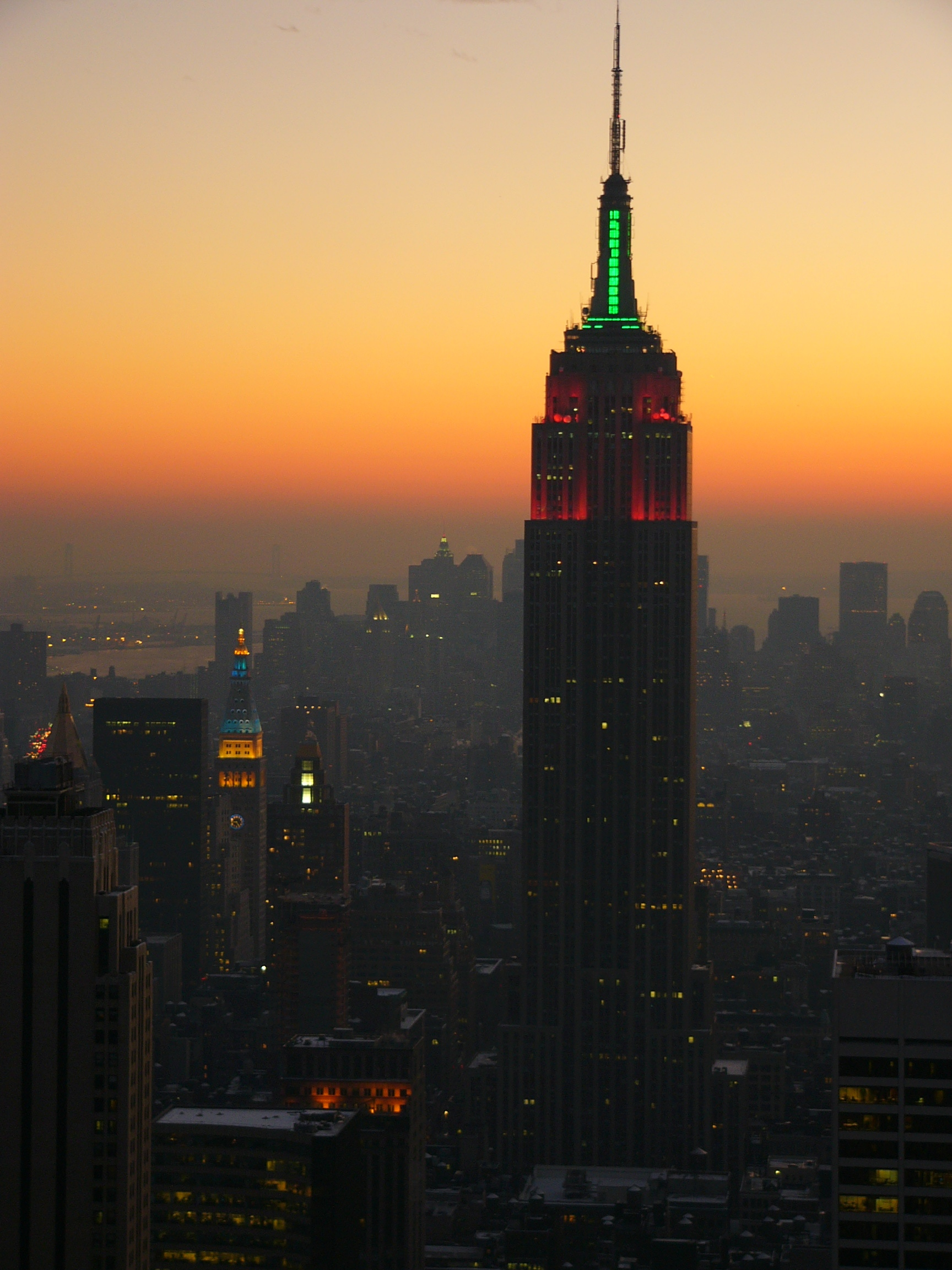
Das Empire State Building in New York

Im Jahr 1932 wurde der Bau des Metropolitan Life North Towers, heute auch Metropolitan Life North Building (Met Life North Building) genannt, begonnen. Es sollte ursprünglich 100 Stockwerke besitzen und rund 400 Meter hoch sein. Wegen Problemen der Finanzierung durch die Weltwirtschaftskrise wurde der Bau 1933 in Höhe des 29. Stockwerks gestoppt. Erst 1950 hat man es bei einer Höhe von 137,5 Metern und 30 Stockwerken fertiggestellt. Technisch gesehen könnte man den Bau jederzeit bis zur damals geplanten Höhe ausbauen.
Nach dem Zweiten Weltkrieg wurde hauptsächlich im Internationalen Stil gebaut. Beton, Steine und Ornamente traten in den Hintergrund, die Fassaden bestanden hauptsächlich aus Stahl bzw. Aluminium und Glas. Das Lever House und das Seagram Building gehörten zu den ersten dieser Generation.

### Zweite Hälfte des 20. Jahrhunderts

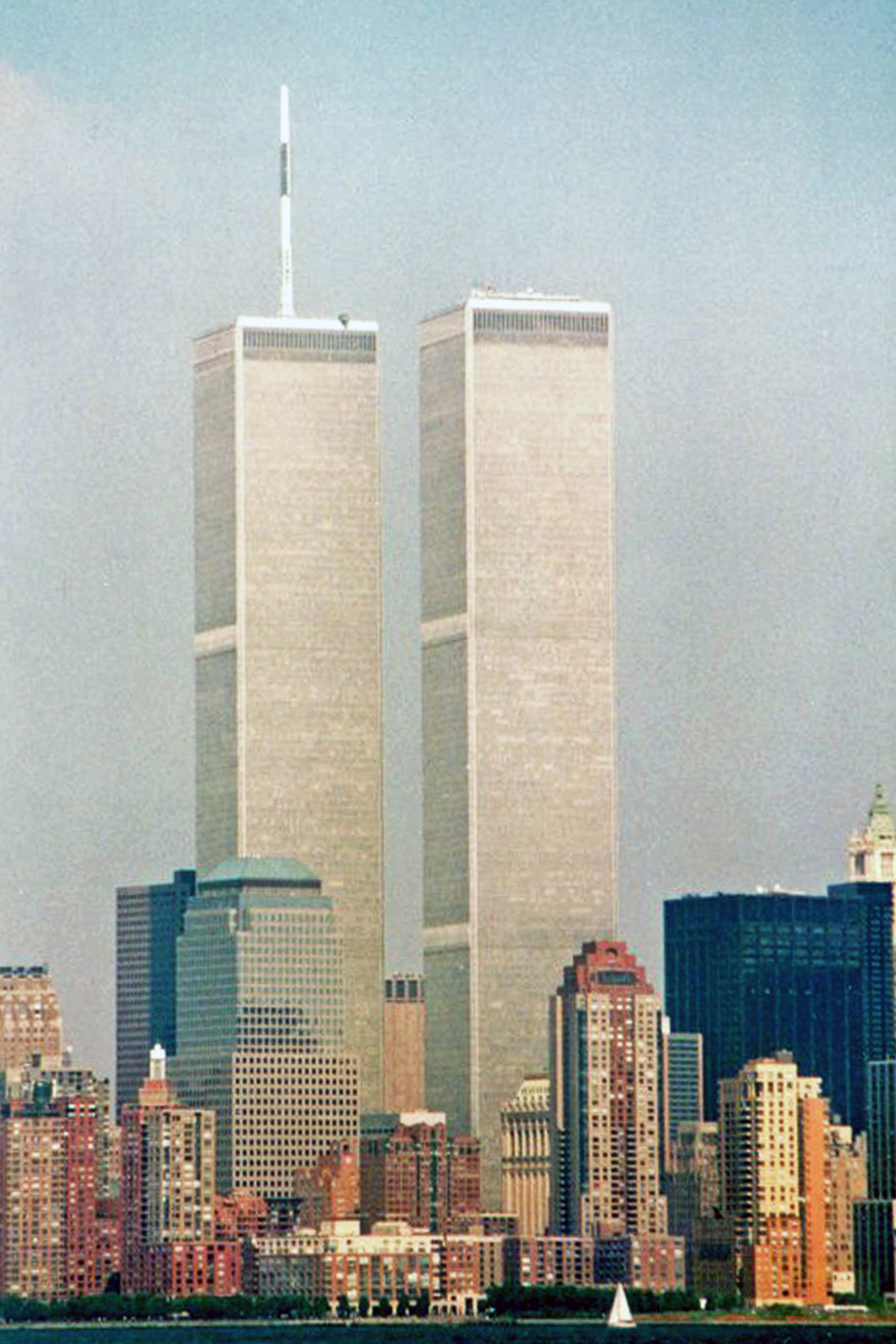
Die beiden Türme des früheren World Trade Centers in New York

Im Jahr 1969 begann durch die Fertigstellung des John Hancock Centers erneut ein Wettstreit um das höchste Gebäude der Welt, das mit 344 Meter bereits alle Gebäude der Welt, außer das Empire State Building, überragte.
1972 wurde mit 417 Metern der erste der zwei Türme des früheren World Trade Centers fertiggestellt. Mit der im Jahr 1978 errichteten Antenne auf dem Nordturm (WTC 1) erreichte das World Trade Center sogar 527 Meter. Der südliche Turm maß 415 Meter.
1974 wurde in Chicago der Sears Tower, seit Juli 2009 Willis Tower, eröffnet. Mit einer Höhe von 442 Metern übernahm er den Titel des höchsten Gebäudes der Welt. Erst 1998 wurde ihm dieser Titel von den Petronas Towers in Kuala Lumpur mit 452 Metern Höhe abgenommen. Der Rekord der Petronas Towers ist jedoch umstritten, da der Willis Tower bis zum Dach bzw. bis zum höchsten Stockwerk deutlich höher ist, über eine weitaus höhere Gesamthöhe bis zur Mastspitze und dazu noch viel mehr Stockwerke besitzt (zum Höhenstreit siehe unten, Höhenmessung bei Wolkenkratzern). Das 2001 zerstörte World Trade Center war in allen genannten Kategorien höher als die Petronas Towers.

### 21. Jahrhundert

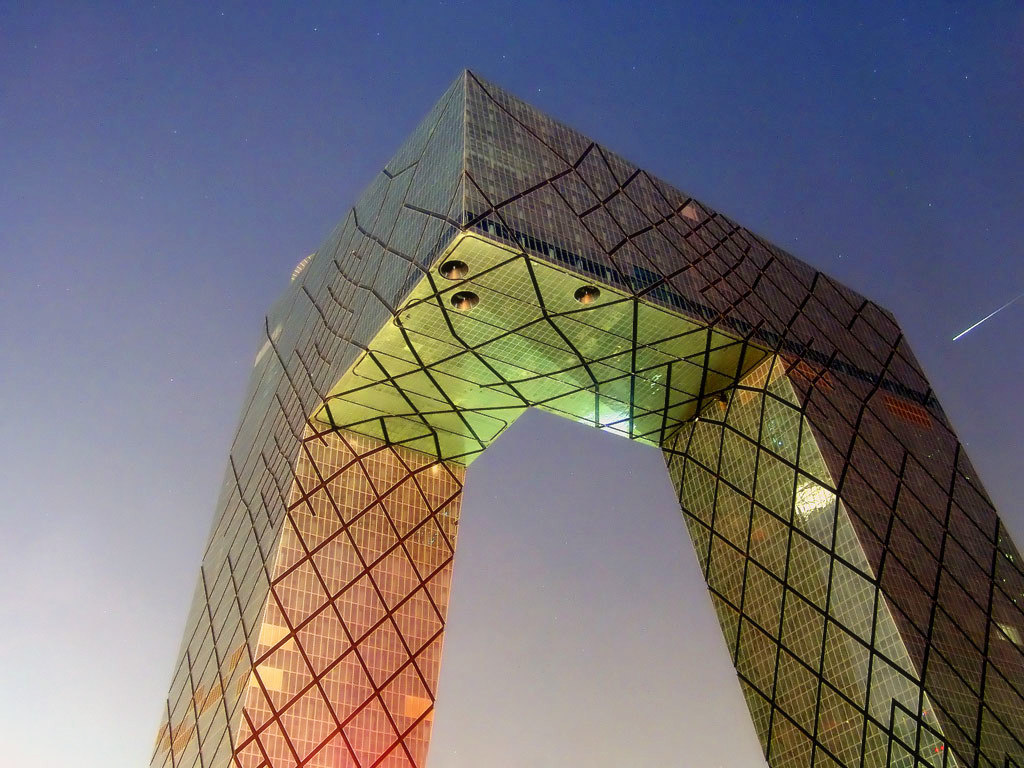
Das China Central Television Headquarters in Peking mit außergewöhnlicher Form und Höhe

Der Burj Khalifa: seit Januar 2009 das höchste je errichtete Bauwerk

Im Jahre 2004 wurde der Taipei 101 in Taipei eröffnet. Er ist 508 Meter hoch und löste die Petronas Towers als höchstes Gebäude der Welt ab. Weiterhin blieb jedoch der Willis Tower mit seiner Antennenspitze auf 527 Meter höchstes Gebäude nach dem Kriterium Höhe bis zur Spitze.
Am 17. Januar 2009 erreichte der Burj Khalifa seine strukturelle und offizielle Endhöhe von 828 Meter und ist mit seinen 830 Metern Höhe bis zur Spitze nicht nur der höchste Wolkenkratzer, sondern auch das weltweit höchste jemals errichtete Bauwerk. Damit war es seit der Errichtung des Empire State Building das erste Mal, dass der Titel des höchsten Bauwerks (was auch Sendemasten und Türme miteinschließt) wieder an einen Wolkenkratzer ging. Das Gebäude wurde am 4. Januar 2010 eröffnet.
In Europa löste im Dezember 2003 der Triumph-Palace in Moskau mit 264 Metern und 54 Etagen den mit 56 Etagen 259 Meter hohen Commerzbank Tower in Frankfurt am Main auf dem ersten Platz der Rangliste des höchsten Gebäudes in Europa ab. Der Titel ging im Jahr 2007 an den mit seinen 268 Metern geringfügig höheren Naberezhnaya Tower C. 2010 erreichte der Capital City Moscow Tower erstmals die 300-Metermarke und war somit der erste „Supertall-Wolkenkratzer“ Europas. Mit Ausnahme des 2012 gebauten 310 Meter hohen The Shard in London kamen bis 2018 alle darauffolgenden Titelträger aus Moskau. Seit 2018 ist das Lachta-Zentrum in St. Petersburg wieder der höchste Wolkenkratzer.
In Peking entstand 2009 mit dem 234 Meter hohen Gebäude der China Central Television Headquarters (CCTV) des Architekten Rem Koolhaas eine neue Form von Wolkenkratzer in Form eines Bügels oder einer Schleife. Dieser Entwurf galt ebenso als bedeutend, wenngleich dieses Gebäude mit seiner vergleichsweise geringen Höhe zu keinem Rekord beitrug.

## Zukünftige Entwicklung
Seit den 1990er Jahren werden wieder mehr Wolkenkratzer gebaut. Während es nach der Fertigstellung des Empire State Building (1931) und dem Sears Tower (1974; heutiger Name Willis Tower) bis zu dem nächsten Höhenrekord jeweils Jahrzehnte dauerte, hat sich diese Zeitspanne seit 1998 auf wenige Jahre verkürzt.
Insgesamt sind zurzeit etwa 27 Gebäude mit mehr als 400 Metern Höhe im Bau. Die Finanzkrise ab 2007 führte zu einigen Baustopps oder Totalstreichungen. Der Trend zum Hochhaus bleibt aber grundsätzlich ungebrochen, zu viele wirtschaftliche, siedlungsökonomische und (dies ist aber umstritten) ökologische Gründe sprechen dafür.
Bis 2015 wurden viele superhohe Wolkenkratzer gebaut, sodass sich die Liste der höchsten Wolkenkratzer im oberen Bereich verändert hat. Viele der neuen Rekord-Wolkenkratzer entstehen bzw. sind in Asien geplant, einige aber auch in den USA.
Die maximal erreichbare Höhe von Wolkenkratzern beträgt aus technischer Sicht etwa 1,5 bis 2 km – höhere Bauwerke wären zwar konstruierbar, aber kaum noch als Gebäude nutzbar, da der Wolkenkratzer fast nur noch seine eigene Konstruktion tragen könnte. Allerdings ist es möglich, dass diese Grenze zukünftig durch den Einsatz neuer künstlicher Materialien weiter nach oben verschoben wird. Abgesehen von der technischen Realisierbarkeit ist allerdings die Frage der Finanzierung eines solchen Bauprojekts und seine spätere Wirtschaftlichkeit zu bedenken, die als weitere Faktoren die Bauentscheidung für ein solches Gebäude beeinflussen dürften.
Für Dubai war der Nakheel Tower mit über 1000 Metern Höhe angekündigt, der den Burj Khalifa als höchstes Gebäude und Bauwerk der Welt hätte ablösen sollen. Dieses auf zehn Jahre Bauzeit berechnete Bauprojekt wurde im Dezember 2009 aufgegeben.
Der seit 2013 im Bau befindliche Jeddah Tower in Saudi-Arabien soll über 1000 Meter hoch werden, die Eröffnung verschob sich immer weiter nach hinten und wird nun deutlich nach 2020 sein.

## Höhenmessung bei Wolkenkratzern

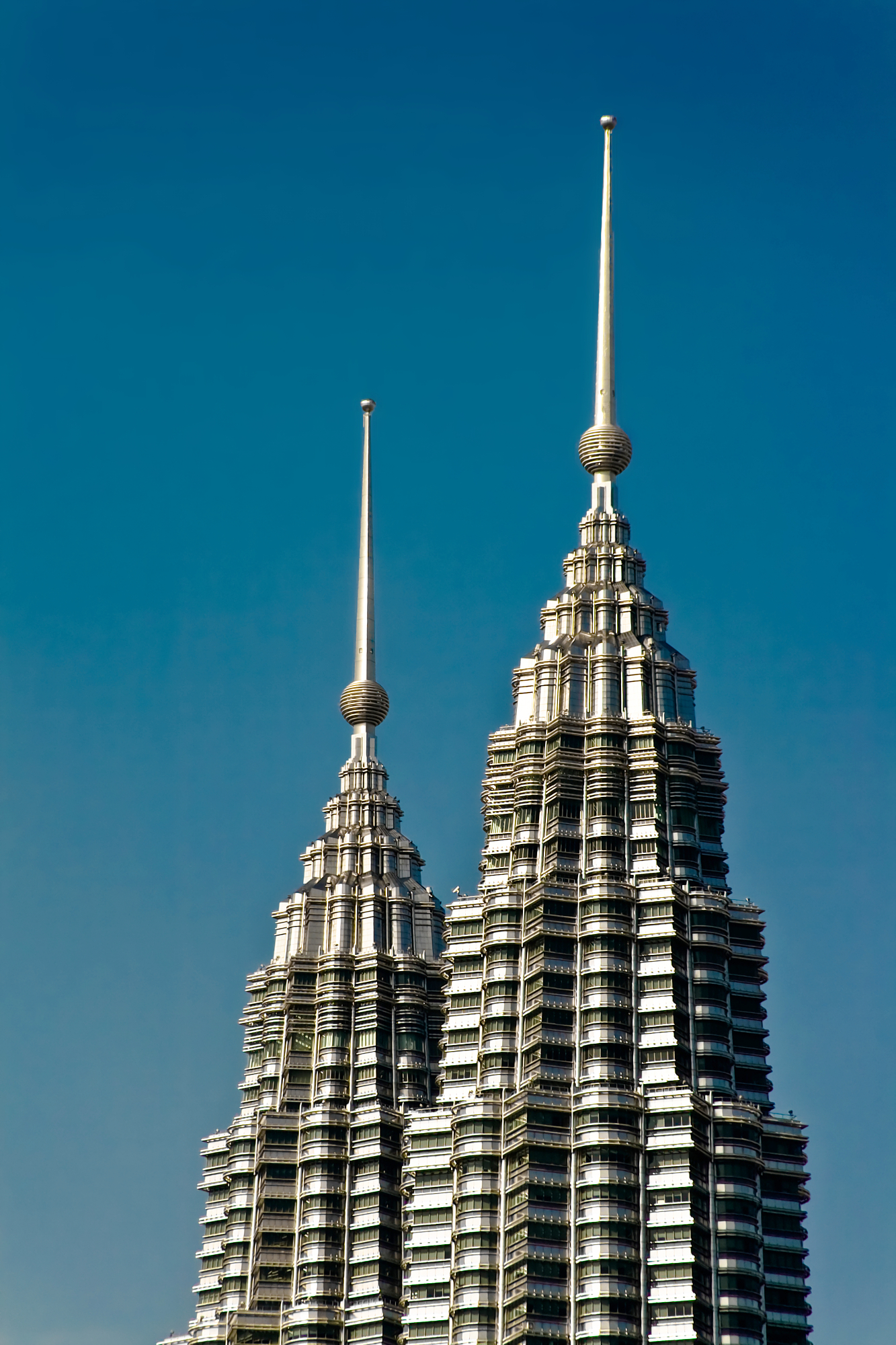
Turmspitzen wie jene auf den Petronas Towers werden vom CTBUH als Bestandteil des Gebäudes und damit zur offiziellen Höhe gewertet…

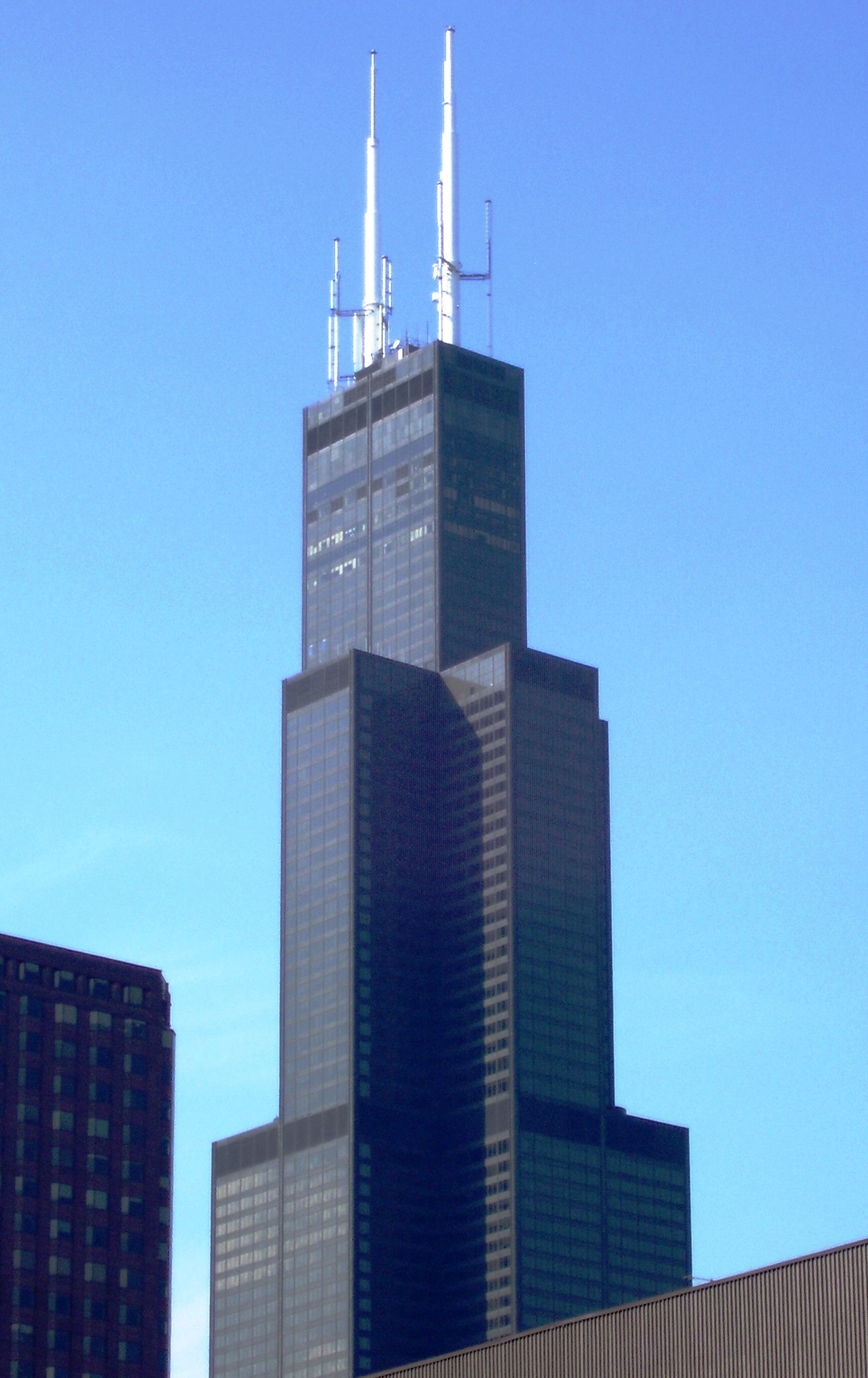
… Antennen wie auf dem Willis Tower hingegen nicht

Die internationale Kommission Council on Tall Buildings and Urban Habitat (CTBUH) ist die „Hüterin“ der Rekorde von hohen Gebäuden, die anhand der ihr vorliegenden Höhenangaben die offiziellen Höhenrekorde der höchsten Gebäude der Welt feststellt. Ursprünglich wurden für das Ranking der Gebäude vier Kategorien festgelegt, aktuell gelten davon nurmehr drei.
Gemessen wird jeweils von der Ebene des untersten, im freien gelegenen Hauptzugangs für Fußgänger zum Gebäude (‚Height is measured from the level of the lowest, significant, open-air, pedestrian entrance to …‘):
1. Höhe bis zur architektonischen Spitze („Konstruktionsspitze“; Height to Architectural Top);
2. Höhe bis zum höchsten nutzbaren Stockwerk (Highest Occupied Floor);
3. Höhe bis zur höchsten Gebäudespitze inklusive Antenne bzw. anderer Aufbauten (Height to Tip).

Die vierte Kategorie, Höhe bis zum Dach, wurde im Jahr 2009 abgeschafft, da bei vielen neueren Gebäuden architekturbedingt nicht mehr eindeutig das Dach zu definieren ist.
Die Höhe bis zur absoluten Spitze wird bei Höhenvergleichen nur herangezogen, wenn von einem Bauwerk generell die Rede ist. Deshalb kann es beim Vergleich zweier Gebäude immer wieder vorkommen, dass das eine zwar das höhere Gebäude, das andere jedoch das höhere Bauwerk ist. Der Jin Mao Tower in Shanghai zum Beispiel hat eine architektonische Höhe von 421 Metern, hat aber keine Antenne. Das Empire State Building hat zwar eine Gesamthöhe bis zur Antennenspitze von 443 Metern, jedoch eine architektonische Höhe von nur 381 Metern. Somit wird der Jin Mao Tower zwar als das höhere Gebäude, nicht aber als das höhere Bauwerk bezeichnet.
Gerade wenn es um den Weltrekord geht, kommt es daher immer wieder zu Meinungsverschiedenheiten. Die Petronas Towers in Kuala Lumpur haben eine Dachhöhe von 378 Meter, die höchste Etage liegt auf 375 Meter. Auf dem Dach ist noch eine Metallspitze, wodurch 452 Meter erreicht werden. Da die Metallspitzen zur Bauwerkskonstruktion gewertet werden, erhielten die Türme 1998 den offiziellen Weltrekord um das höchste Gebäude. Daraufhin kam es zu einer heftigen Diskussion. Der Willis Tower in Chicago (bis 2009 Sears Tower) hat eine Dach- und Konstruktionshöhe von 442 Meter, die höchste Etage liegt auf 412 Meter. Damit wäre der Willis Tower mindestens in zwei der drei Kategorien deutlich höher als die Petronas Towers. Heftig umstritten ist auch, ob die Metallspitzen der Petronas Towers überhaupt zur architektonischen Gebäudehöhe gewertet werden dürfen, andernfalls für den Vergleich der offiziellen Höhe man ebenso die Antenne des Willis Tower mit berücksichtigen müsste und er mit dieser somit 527 Meter bis zur Spitze hoch ist.
Die in jüngster Zeit immer zahlreicher gebauten und immer höher strebenden Wolkenkratzer haben es mit sich gebracht, dass weitere Untergruppen nach der strukturellen Höhe eingeführt wurden:
- Wolkenkratzer (engl. skyscraper): 150–299,99 Meter, Bauzeit etwa 2–4 Jahre.
- Superhoher Wolkenkratzer (engl. super tall skyscraper): 300–599,99 Meter, Bauzeit etwa 3–5 Jahre.
- Megahoher Wolkenkratzer (engl. mega tall skyscraper): 600+ Meter, Bauzeit etwa 5+ Jahre.

## Rezeption
Die Bedeutung der Gebäude führte u. a. dazu, dass es seit 2004 am Battery Park in Manhattan, New York City, ein 1996 gegründetes Skyscraper Museum als ein Architekturmuseum gibt.

## Historische Entwicklung der einzelnen Rekorde seit 1930
| Jahr | Ereignis                                                   | Höchste strukturelle Höhe          | Höhe höchstes nutzbares Geschoss        | Höchste Gesamthöhe                                |
| ---- | ---------------------------------------------------------- | ---------------------------------- | --------------------------------------- | ------------------------------------------------- |
| 1930 | Chrysler Building fertiggestellt                           | Chrysler Building (319 m)          | Chrysler Building (274 m)               | Chrysler Building (319 m)                         |
| 1931 | Empire State Building fertiggestellt                       | Empire State Building (381 m)      | Empire State Building (373 m)           | Empire State Building (381 m)                     |
| 1950 | Antennenmontage am Empire State Building                   | Empire State Building (381 m)      | Empire State Building (373 m)           | Empire State Building (449 m) A                   |
| 1969 | John Hancock Center fertiggestellt (inkl. Antennenmontage) | Empire State Building (381 m)      | Empire State Building (373 m)           | John Hancock Center (457 m)                       |
| 1972 | World Trade Center 1 eröffnet                              | World Trade Center (417 m)         | World Trade Center (413 m)              | John Hancock Center (457 m)                       |
| 1974 | Willis Tower (bis 2009 Sears Tower) fertiggestellt         | Willis Tower (Sears Tower) (442 m) | World Trade Center (413 m)              | John Hancock Center (457 m)                       |
| 1978 | Antennenmontage auf World Trade Center 1                   | Willis Tower (Sears Tower) (442 m) | World Trade Center (413 m)              | World Trade Center (527 m)                        |
| 1998 | Petronas Towers fertiggestellt                             | Petronas Towers (452 m)            | World Trade Center (413 m)              | World Trade Center (527 m)                        |
| 2000 | Willis Tower Antennenverlängerung                          | Petronas Towers (452 m)            | World Trade Center (413 m)              | World Trade Center (527 m) + Willis Tower (527 m) |
| 2001 | World Trade Center zerstört                                | Petronas Towers (452 m)            | Willis Tower (412 m)                    | Willis Tower (527 m)                              |
| 2004 | Taipei 101 eröffnet                                        | Taipei 101 (508 m)                 | Taipei 101 (438 m)                      | Willis Tower (527 m)                              |
| 2008 | Shanghai World Financial Center fertiggestellt             | Taipei 101 (508 m)                 | Shanghai World Financial Center (474 m) | Willis Tower (527 m)                              |
| 2010 | Burj Khalifa eröffnet                                      | Burj Khalifa (828 m)               | Burj Khalifa (584 m)                    | Burj Khalifa (830 m)                              |

## Erdkratzer
Im Gegensatz zum Wolkenkratzer wurde das weltweit erste in den Boden hinunter gebaute Hochhaus von den Medien als „Erdkratzer“ tituliert. Das als Hotel genutzte Gebäude (InterContinental Shanghai Wonderland) wurde in einem stillgelegten Steinbruch in der Volksrepublik China im Bezirk Songjiang rund 30 Kilometer südwestlich von Shanghai errichtet. Es hat 18 Stockwerke, von denen nur die beiden obersten über die Erdoberfläche ragen. Die restlichen Stockwerke ragen 88 Meter in die Tiefe, wobei die zwei untersten sogar unter Wasser liegen. Die übrigen Stockwerke dazwischen liegen mitten im Steinbruch mit Blick auf diesen. Nach rund fünf Jahren Bauzeit wurde das Hotel Ende 2018 eröffnet.
Ein völlig unter der Erdoberfläche gebautes Hochhaus wurde bereits 2011 in Mexiko-Stadt geplant, bisher aber nicht realisiert.